# Especulação financeira

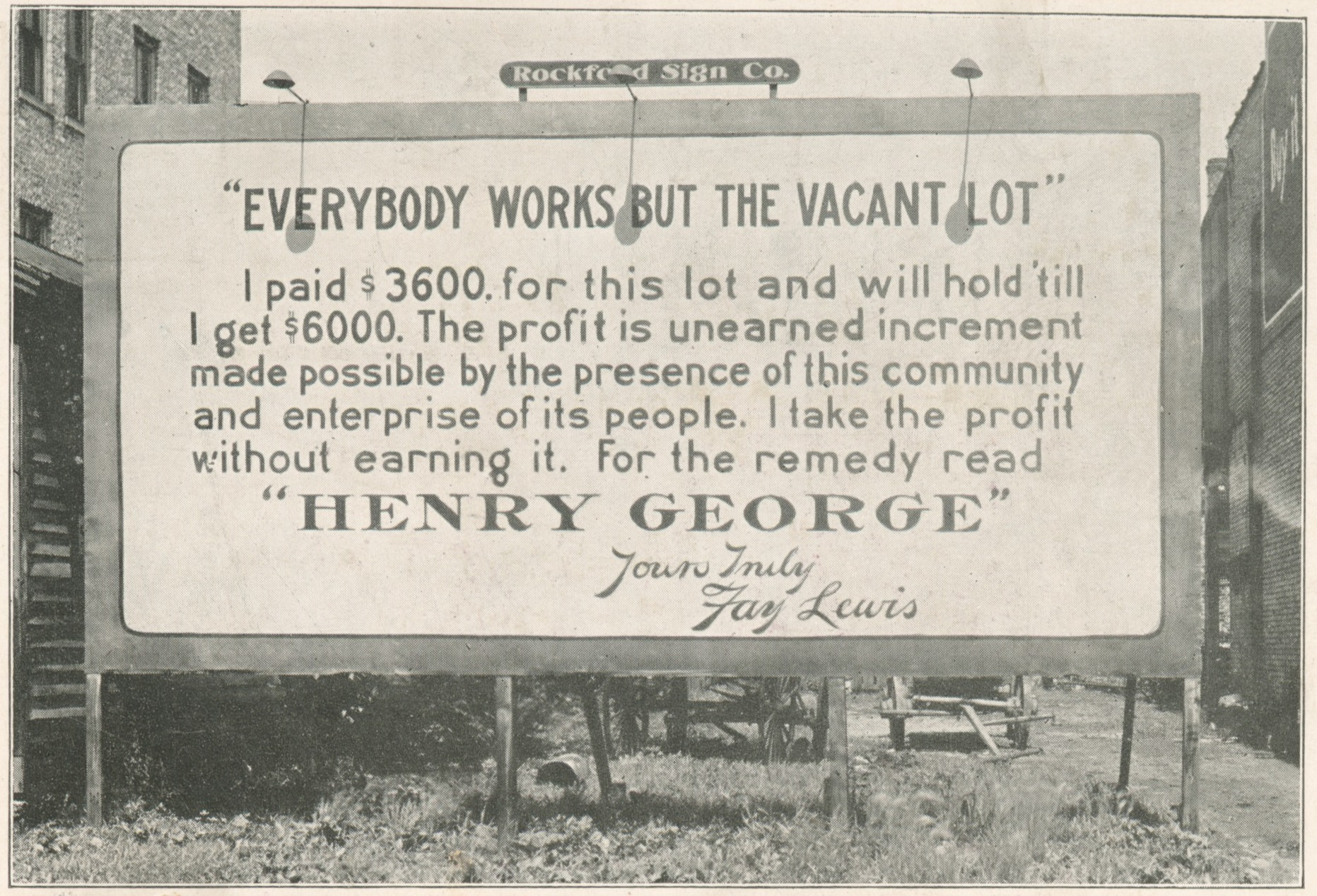
Painel publicitário de 1914 que critica a especulação em terra e que cita Henry George

Especulação financeira é a compra de ativos com fins não ao seu uso direto, mas à sua venda futura com lucro, sob condições de incerteza.

## Causas e consequências macroeconômicas
A especulação financeira é considerada de grande auxílio ao mercado financeiro, uma vez que possibilita o hedge. Por exemplo, caso um produtor com um passivo de dez milhões de dólares esteja preocupado com a alta da taxa de câmbio, ele pode ingressar no mercado futuro, comprando contratos para a compra de dólar a um preço fixo em data futura, de maneira a proteger-se de oscilações no mesmo. Conversalmente, um exportador que possua débitos a receber em data futura temendo pela queda da taxa de câmbio pode realizar a operação inversa. Ambos dependem, todavia, de especuladores com expectativa inversa para fornecer liquidez ao mercado de futuros. John A. Ryan, um padre católico, escreve que a retirada dos especuladores do mercado e o risco consequentemente incorrido aos produtores não seria, todavia, um malefício ao público geral.
Os movimentos das bolsas de valores, por exemplo, resultam em parte de manobras especulativas. Um grande número de agentes (pessoas físicas ou instituições financeiras), a todo momento lançam as suas expectativas uns contra os outros em busca de ganhos futuros ou preservação do capital. As expectativas baseadas em tais ações são portanto diversas e, devido a tal divergência, se concretizam ou não a todo instante.

Devido à falta de conhecimento, condições, preparo e educação político-financeira, a grande maioria das pessoas acaba não atuando de forma ativa nos mercados, apenas reagindo ou sofrendo passivamente as consequências dos movimentos que neles ocorrem.
A partir da década de 1990, com a popularização da Internet e de algumas ferramentas mais acessíveis à população para atuação nos mercados que esta propicia, como os home brokers, tornaram possível, ainda que de forma lenta e assimétrica, uma maior participação do cidadão comum nos mercados de capitais.
Movimentos especulativos de porte costumam ser precedidos em geral por grandes mudanças tecnológicas e/ou político-comportamentais que induzem o sistema financeiro a se adaptar criando para isso novas ferramentas financeiras, tanto para captação de poupança, como para expansão de capital. Isto se dá pelo fato de se saber que os novos paradigmas serão dominantes, mas não ao ponto de se avaliar com precisão quais deles serão vitoriosos e qual o prazo de consolidação dos mesmos. Entre outras coisas, a incerteza inerente aos processos de mudança, abre espaço para esses grandes movimentos especulativos.
Historicamente, quando os ciclos tecnológicos/político-comportamentais amadurecem nos países de origem, o grande capital volta suas forças para os países que estavam à margem, procurando interferir no próprio processo político-cultural dos mesmos, em busca do melhor ambiente para sua expansão.

## No cinema
- "Floored: Into The Pit", Documentário americano de 2009. Resenha crítica no jornal The New York Times.
- "Le Capital" (O Capital), Paris Filmes 2012. Dir.: Costa Gavras (Sinopse do Filme + Ficha técnica e Trailer).
- The Food Speculator, Documentário que examina os mercados globais de commodities, tentando compreender o papel da especulação nos preços dos alimentos.